# Geraldo Scalera
Geraldo Scalera (São Paulo, 25 de fevereiro de 1942 — Araraquara, 14 de fevereiro de 2019) foi um futebolista brasileiro, que atuou como lateral-direito. 

## Carreira
Foi contratado pela Ferroviária em 1962, onde permaneceu por três anos, e, após boas exibições, foi para o Palmeiras, conquistando os dois títulos do Campeonato Brasileiro de 1967, a Taça Brasil como titular. No ano seguinte foi para o Juventus, e ainda passou por alguns clubes do interior paulista até se aposentar em 1971, com apenas 29 anos, por conta de problemas no joelho. 

## Morte
Morreu vítima de infarto, aos 76 anos, em Araraquara.

## Títulos
Palmeiras
- Campeonato Paulista: 1966
- Campeonato Brasileiro: 1967 (RGP), 1967 (TB)